# Mini Mundus Bodensee
Koordinaten: 47° 42′ 41″ N, 9° 35′ 26″ O

Bis 2009 verwendetes Logo des Miniaturparks

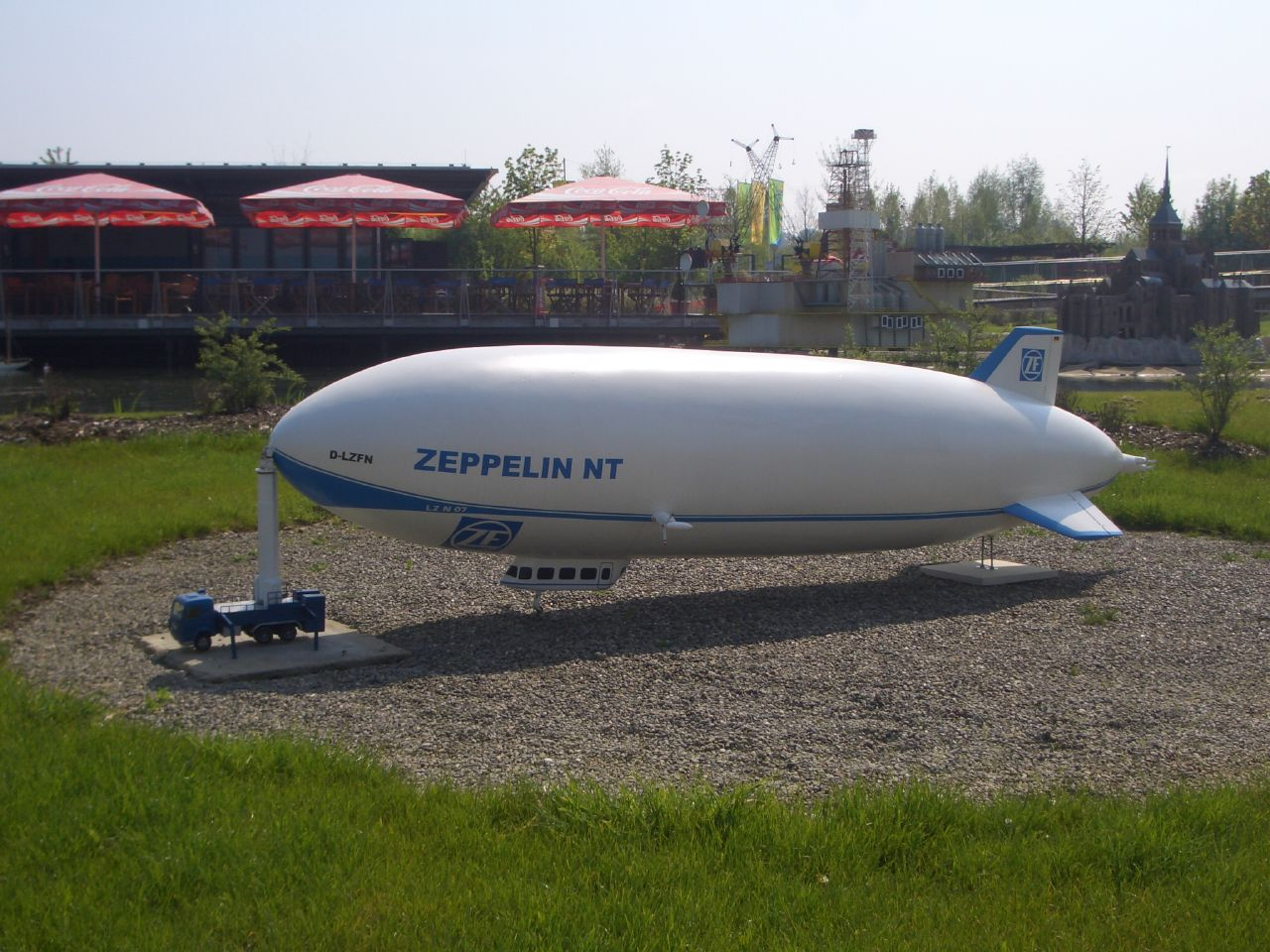
Zeppelin NT

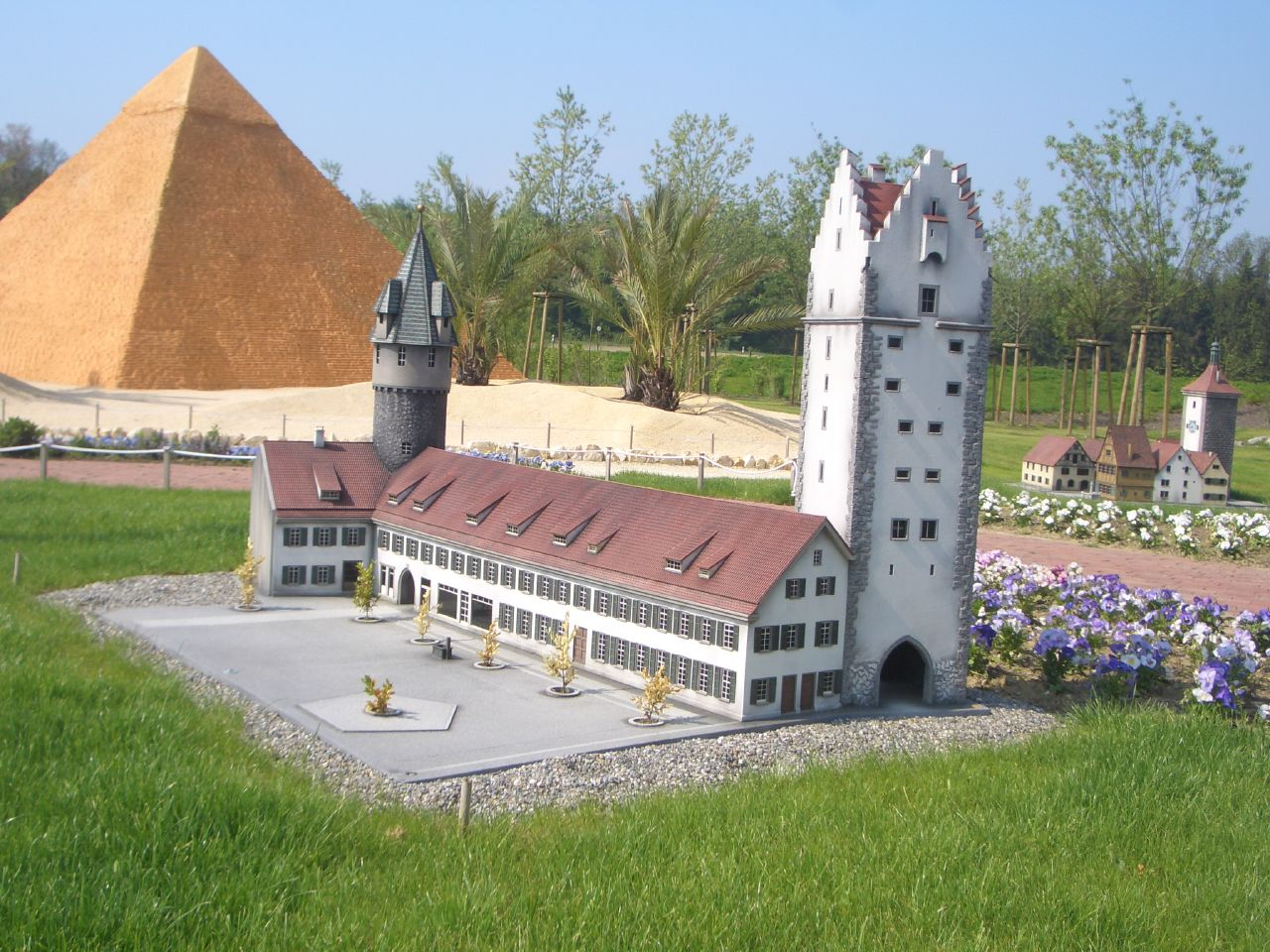
Grüner Turm und Frauentor in Ravensburg

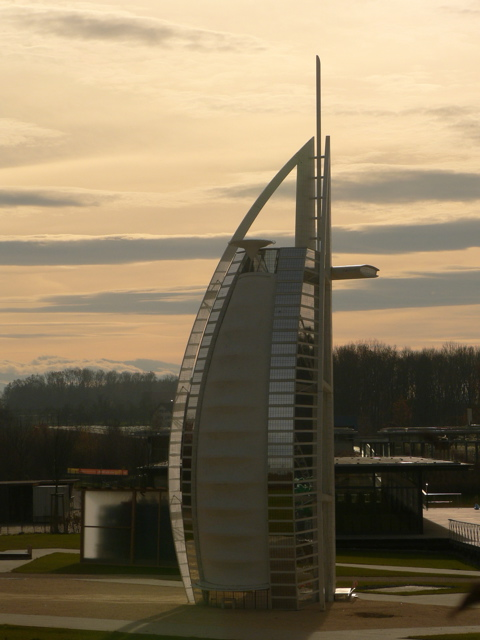
Burj al Arab im Minimundus

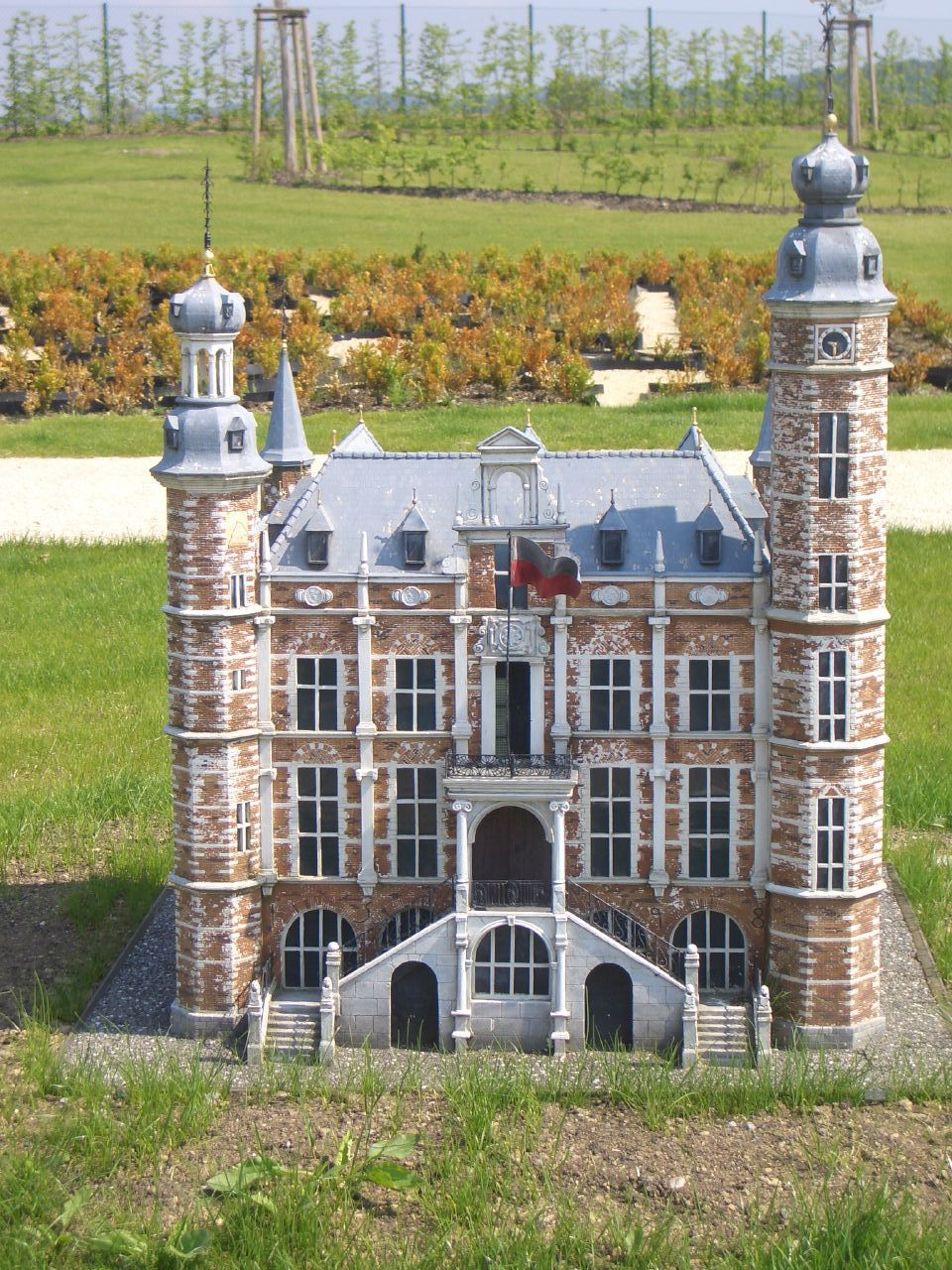
Rathaus von Venlo (NL)

Mini Mundus Bodensee (v. lateinisch mundus ‚Welt‘) war ein am 8. Mai 2005 im Meckenbeurer Ortsteil Liebenau neben dem Ravensburger Spieleland eröffneter Miniaturpark. Der Park zeigte knapp 90 der schönsten Bauwerke der Welt im Maßstab 1:25. Bis zum Jahr 2009 wurde vom Parkbetreiber die Schreibweise Minimundus Bodensee verwendet. Vor der Saisoneröffnung 2013 wurde der Betrieb eingestellt.

## Miniaturpark
Besitzer des 40.000 Quadratmeter großen und rund 14,5 Mio. Euro teuren Parks war zuletzt die Bank für Tirol und Vorarlberg (BTV). Mini Mundus Bodensee war wirtschaftlich unabhängig vom Minimundus-Freizeitpark am Wörthersee bei Klagenfurt.
Eingerahmt wurden die Modelle von Gartenanlagen, einem Restaurant mit Terrasse sowie einem Flusslauf mit Flößen. Beim Bau der Modelle wurden überwiegend Originalmaterialien verwendet. Die meisten davon wurden transportabel gebaut und während der Winterpause abgebaut. Bei allen Modellen befand sich eine Informationstafel mit Details. Außerdem gab es teilweise Multimedia-Säulen, die über einen Monitor Bilder, Informationen und Videofilme boten.
Das Modell des Hotels Burj al Arab in Dubai war das höchste Modell im Park (12,80 m). Das teuerste Modell in Park war der Dresdner Zwinger aus Elbsandstein (wie das Original), das einen Wert von rund 600.000 Euro repräsentiert.
Das „4D-Kino“ gehörte mit zu den Höhepunkten des Parks.

## Themenbereiche
Im Mini Mundus Bodensee gab es folgende Themenbereiche:
- Orient und Wüste: Hier befand sich eine Wüstenlandschaft mit Modellen, u. a. von der Cheopspyramide, dem Castel del Monte, dem Felsendom Jerusalem und der Klagemauer.
- Bodensee: Hier fand man Bauwerke rund um den Bodensee. Dazu gehörten u. a. die Hafeneinfahrt von Lindau, Gebäude aus der Altstadt von Ravensburg, das Goldene Dachl Innsbruck, dem Zeppelin NT, dem Kloster Einsiedeln und verschiedene Bühnenbilder der Bregenzer Festspiele.
- Flusslauf: Dieser Themenbereich zeigte ein funktionstüchtiges Modell des Schiffshebewerks Niederfinow sowie der Tower Bridge mit 8 m Spannweite. Außerdem u. a. ein Modell der Niagarafälle, das 40 m breit ist (Maßstabsgenau 1:25).
- Ostasien: Verschiedene Weltkulturerbe, zum Beispiel Angkor Wat, der Borobudur-Tempel und der Potala-Palast in Tibet.
- Rund um die Welt: In diesem Themenbereich befanden sich weitere sehenswerte Miniaturbauten aus aller Welt wie die Basiliuskathedrale, der Dresdner Zwinger, das Brandenburger Tor, das Wiener Riesenrad und die Fischerbastei in Budapest.
- Ozean: Vor dem Hintergrund des Modells der Niagarafälle befand sich ein fast 3000 m² großer Ozean. Darauf befanden sich viele Schiffsmodelle wie beispielsweise die untergehende Titanic und die Gorch Fock. Außerdem gab es Modelle des Mont-Saint-Michel, von Ellis Island und der Freiheitsstatue.
- Labyrinthe: Hier befanden sich mehrere im verkleinerten Maßstab nachgebaute Irrgärten, wie das berühmte historische Labyrinth der Villa Pisani in Stra.
- Multimedia-Raum: Im 4-D-Kino wurde ein Film über die „unmögliche“ Welt – Illusionsansichten – des niederländischen Künstlers M. C. Escher gezeigt. In dem 4D-Film werden einige seiner Kunstwerke dem Zuschauer zugänglich gemacht.
- Moderne Architektur / modernes Leben: Hier befanden sich Modelle des Riesenrads in Wien, eines funktionstüchtigen Schaufelradbaggers sowie Modelle des Centre Pompidou in Paris, der Hundertwasserkirche in Bärnbach und des Solomon R. Guggenheim Museums in New York.